# A. J. Foyt
Anthony Joseph Foyt Jr. (Houston, Texas, Estados Unidos, 16 de Janeiro de 1935), mais conhecido como A. J. Foyt, é um ex-automobilista americano de corridas. Ele é o único piloto a ganhar as 500 Milhas de Indianápolis (ganhou quatro vezes), as 500 Milhas de Daytona, as 24 horas de Daytona, e as 24 horas de Le Mans. É considerado um dos melhores pilotos americanos da história.
Vencedor das 500 milhas de Indianápolis em quatro ocasiões (1961, 1964, 1967 e 1977), foi o primeiro a atingir essa marca empatado com Al Unser, Rick Mears e Hélio Castroneves. A. J. Foyt tem 67 vitórias e sete campeonatos no campeonato nacional da USAC (1960, 1961, 1963, 1964, 1967, 1975 e 1979), catalogando resultados expressivos mesmo considerando-se as restantes categorias de monopostos americanos máximas (AAA, CART e IndyCar Series).
Ele também foi campeão da USAC Sprint em 1960, da USAC Silver Crown em 1972 e a USAC Stock Cars em 1968, 1978 e 1979; ganhou 20 corridas de midgets; 7 corridas de 128 na NASCAR Cup Series, incluindo as tradicionais 500 Milhas de Daytona em 1972; e três corridas de resistência clássicas em todo o mundo: 24 Horas de Le Mans em 1967, 24 Horas de Daytona de 1983 e 1985 e as 12 Horas de Sebring, de 1985.
Ele é o chefe da equipe de A. J. Foyt Enterprises que tem competido em vários períodos no NASCAR Cup Series e a IRL desde a sua temporada inaugural, em 1996, aonde se estabeleceu como proprietário e chefe de equipe com sua equipe, que venceu com Kenny Bräck as 500 Milhas de Indianápolis de 1999.
É avô do também piloto A. J. Foyt IV.

## Carreira

### Anos 1960
George Bignotti o contratou para correr em sua equipe, em 1960. Ele venceu quatro corridas e acrescentou oito pódios em doze datas, incluindo as 500 milhas de Indianápolis, que resultou em seu primeiro título na categoria. Ele defendeu o seu título com sucesso, em 1961, também com quatro vitórias com Indianápolis entre eles. Em 1962, Foyt tinha quatro vitórias novamente. Mas uma transferência para a equipe de Lindsey Hopkins na metade da temporada e depois para Ansted-Thompson, um abandono em Indianápolis e uma vitória de Rodger Ward nessa corrida significava que o texano perdeu o campeonato nas mãos o californiano.
Definitivamente instalado em Ansted-Thompson, Foyt venceu cinco das doze datas a partir de 1963, foi o segundo em três e a terceira em dois, que alcançou a sua terceira conquista com grande conforto. Sua coroação em 1964 foi ainda mais deslumbrante, ela ganhou dez das treze corridas. Foyt realizou 10 poles em 18 datas de 1965, venceu cinco corridas e foi segundo em mais outros três. No entanto, uma onda de abandonos no início da temporada o impediu de alcançar Mario Andretti e obrigou-o a ter que se contentar com o segundo lugar. Em 1966, Foyt disputou apenas 12 das 16 corridas do campeonato e chegou ao fim em apenas em quarto, que o deixou fora de qualquer hipótese.
A adoção massiva de circuitos mistos pela USAC em 1967 não afetou o domínio da Foyt, que foi campeão novamente. Ele ganhou cinco corridas ovais, incluindo as 500 milhas de Indianápolis e Mont-Tremblant. Foi seu último ano como piloto de Ansted-Thompson, em 1968, foi para competir por Jim Gilmore. Estava ausente em 8 corridas de 20 e abandonou mais da metade. Assim, quatro vitórias e oito chegadas entre os cinco primeiros deixaram-no sexto lugar no campeonato. A história foi semelhante em 1969: ele abandonou 17 de 24 corridas, ganhou apenas um e era quinto ou melhor em sete, então ele terminou em sétimo na tabela geral.

### Anos 1970
Foyt não ganha nenhuma corrida em 1970, seus melhores resultados foram dois terceiros lugares e um quarto. Além de faltando 5 corridas de 18, terminou em nono no campeonato. Em 1971, reduziu o número de corridas para 12 para eliminar todas as corridas em ovais de terra. Foyt perdeu três e ganhou uma, mas os bons resultados nas corridas para maior pontuação permitiram-lhe ser o segundo no campeonato. Em 1972, ele jogou apenas cinco corridas e seu melhor resultado foi uma oitava colocação.
Em 1973, Foyt tomou o número 14, que usaria o resto de sua carreira como piloto e também sua equipe. Ele venceu duas corridas, mas 10 ou pior em outros, com qual terminaria em 10º. Em 1974, ele marcou oito pole-positions em doze corridas realizadas; Ele venceu duas corridas, foi o segundo em outra, em outro terceiro e quarto em mais dois, então foi colocado na oitava posição final. No 13 corridas desde 1975, ele marcou sete poles e ganhou sete deles, que adicionado a um segundo lugar e dois terceiros ele ganhou seu sexto campeonato. Foyt voltou a marcar sete poles em 1976, mas só duas vitórias e foi o sétimo no final da temporada. Com sua quarta vitória nas 500 milhas de Indianápolis e outros dois, Foyt foi quarto na temporada de 1977.
Em 1978, ele venceu duas corridas no Campeonato Nacional da USAC, uma em Silverstone e cruzou a linha de chegada quinta ou melhor em 10 das 18, depois que foi quinto no campeonato. Em 1979, ele se manteve fiel à família Hulman-George, fundador da USAC e dono do Indianapolis Motor Speedway e recusou-se a mover-se para o campeonato de CART. Nesse mesmo ano ganhou cinco das sete corridas e terminou em segundo em Indianápolis, que significava o seu sétimo título na categoria.

### Anos 1980

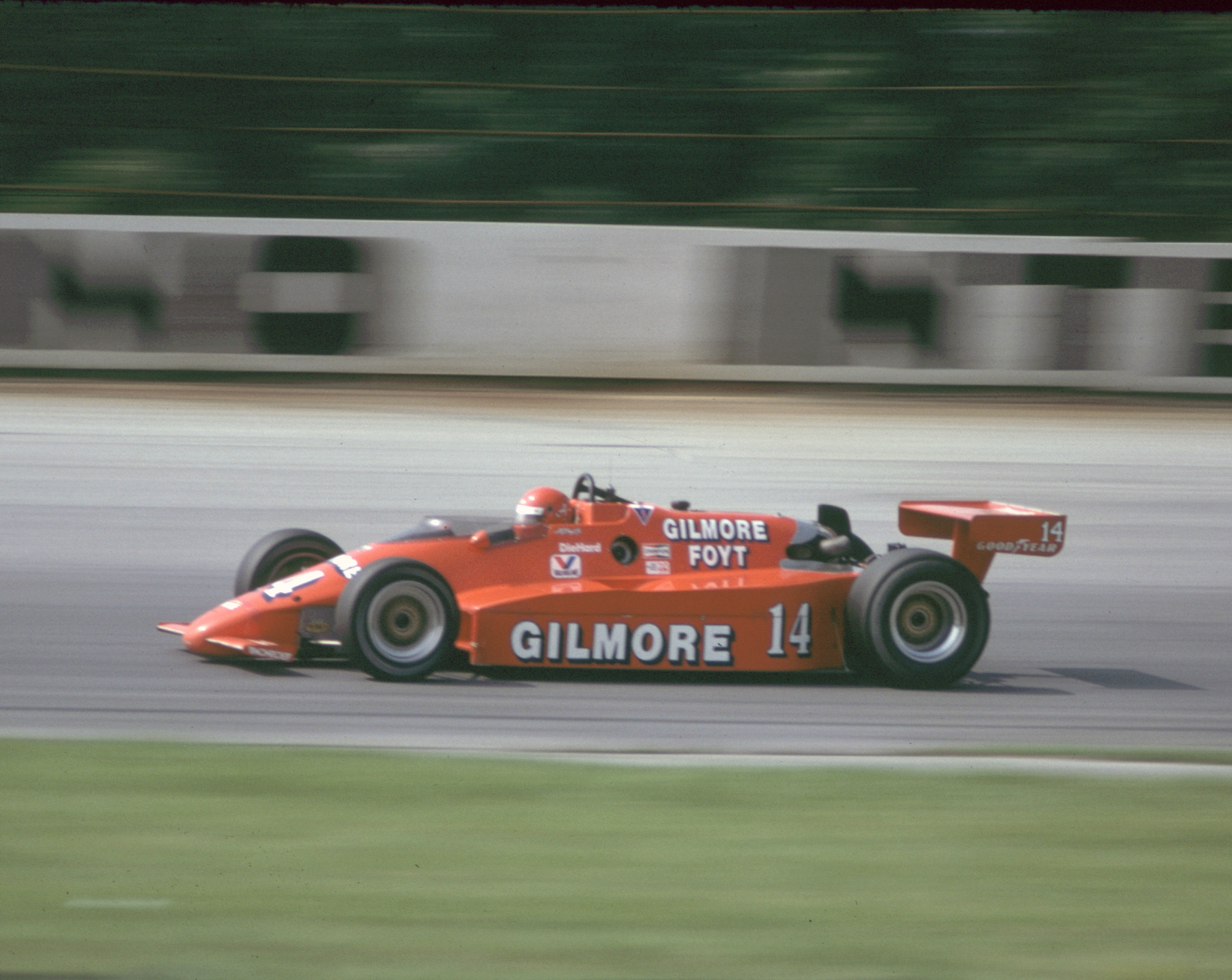
Carro de A. J. Foyt na CART em 1984.

Em 1980 e 1981, além das corridas das 500 milhas de Indianápolis, disputou as 500 milhas de Pocono, onde ele conseguiu sua última vitória como um piloto de monopostos em 1981.
Exceto em 1985, Foyt disputou as 500 Milhas de Indianápolis até 1992. Uma vez que desapareceu do Campeonato Nacional da USAC, Foyt também competiu em outros testes do CART. As temporadas do ano de 1988, 1989 e 1990, disputado quase que por completo, terminou a 16°, 18° e 11° e que terminou em quarto em Phoenix de 1988 e quinto em Milwaukee de 1988, Indianapolis de 1989 e Meadowlands de 1990.

## Resultados

### 500 Milhas de Indianápolis[2]
| Ano  | Equipe                           | Chassi         | Motor             | Pneus | Largada  | Chegada  |
| ---- | -------------------------------- | -------------- | ----------------- | ----- | -------- | -------- |
| 1958 | Dean Van Lines Racing Division   | Kuzma/Brawner  | Offy              | F     | 12º      | 16º      |
| 1959 | Bignotti-Bowes Racing Associates | Kuzma          | Offy              | F     | 17º      | 10º      |
| 1960 | Bignotti-Bowes Racing Associates | Kurtis/Epperly | Offy              | F     | 16º      | 25º      |
| 1961 | Bignotti-Bowes Racing Associates | Trevis         | Offy              | F     | 7º       | Vitória  |
| 1962 | Bignotti-Bowes Racing Associates | Trevis         | Offy              | F     | 5º       | 23º      |
| 1963 | Ansted-Thompson Racing           | Trevis         | Offy              | F     | 8º       | 3º       |
| 1964 | Ansted-Thompson Racing           | Watson         | Offy              | F     | 5º       | Vitória  |
| 1965 | Ansted-Thompson Racing           | Lotus 34       | Ford              | F     | Pole     | 15º      |
| 1966 | Ansted-Thompson Racing           | Lotus 38       | Ford              | G     | 18º      | 26º      |
| 1967 | Ansted-Thompson Racing           | Coyote 67      | Ford              | G     | 4º       | Vitória  |
| 1968 | Ansted-Thompson Racing           | Coyote 68      | Ford              | G     | 8º       | 20º      |
| 1969 | Ansted-Thompson Racing           | Coyote/Kuzma   | Ford              | G     | Pole     | 8º       |
| 1970 | Ansted-Thompson Racing           | Coyote 70      | Ford              | G     | 3º       | 10º      |
| 1971 | AJ Foyt Enterprises              | Coyote 71      | Ford              | G     | 6º       | 3º       |
| 1972 | AJ Foyt Enterprises              | Coyote 72      | Foyt              | G     | 17º      | 25º      |
| 1973 | Gilmore Racing Team              | Coyote 73      | Foyt              | G     | 23º      | 25º      |
| 1974 | Gilmore Racing Team              | Coyote 73      | Foyt              | G     | Pole     | 15º      |
| 1975 | Gilmore Racing Team              | Coyote 75      | Foyt              | G     | Pole     | 3º       |
| 1976 | Gilmore Racing Team              | Coyote 75      | Foyt              | G     | 5º       | 2º       |
| 1977 | Gilmore Racing Team              | Coyote 75      | Foyt              | G     | 4º       | Vitória  |
| 1978 | Gilmore Racing Team              | Coyote 75      | Foyt              | G     | 20º      | 7º       |
| 1979 | Gilmore Racing Team              | Parnelli VPJ6C | Ford Cosworth DFX | G     | 6º       | 2º       |
| 1980 | Gilmore Racing Team              | Parnelli VPJ6C | Ford Cosworth DFX | G     | 12º      | 14º      |
| 1981 | Gilmore Racing Team              | Coyote 81      | Ford Cosworth DFX | G     | 3º       | 13º      |
| 1982 | Gilmore Racing Team              | March 82C      | Ford Cosworth DFX | G     | 3º       | 19º      |
| 1983 | Gilmore Racing Team              | March 83C      | Ford Cosworth DFX | G     | 24º      | 31º      |
| 1984 | Gilmore Racing Team              | March 84C      | Ford Cosworth DFX | G     | 12º      | 6º       |
| 1985 | Gilmore Racing Team              | March 85C      | Ford Cosworth DFX | G     | 21º      | 28º      |
| 1986 | Gilmore Racing Team              | March 86C      | Ford Cosworth DFX | G     | 21º      | 24º      |
| 1987 | Gilmore Racing Team              | Lola T87/00    | Ford Cosworth DFX | G     | 4º       | 19º      |
| 1988 | Gilmore Racing Team              | Lola T87/00    | Ford Cosworth DFX | G     | 22º      | 26º      |
| 1989 | Gilmore Racing Team              | Lola T89/00    | Ford Cosworth DFX | G     | 10º      | 5º       |
| 1990 | Gilmore Racing Team              | Lola T90/00    | Chevrolet 265A    | G     | 8º       | 6º       |
| 1991 | Gilmore Racing Team              | Lola T91/00    | Chevrolet 265A    | G     | 2º       | 28º      |
| 1992 | Gilmore Racing Team              | Lola T92/00    | Chevrolet 265A    | G     | 23º      | 9º       |
| 1993 | AJ Foyt Enterprises              | Lola T93/00    | Ford Cosworth XB  | G     | Abandono | Abandono |

### 24 Horas de Le Mans
| Ano  | Equipe               | Nº | Co-Piloto  | Chassi          | Classe | Voltas | Posição Final | Posição Na Classe |
| ---- | -------------------- | -- | ---------- | --------------- | ------ | ------ | ------------- | ----------------- |
| 1967 | Shelby-American Inc. | 1  | Dan Gurney | Ford GT40 Mk.IV | P+5.0  | 388    | 1º            | 1º                |

### 24 Horas de Daytona
| Ano  | Equipe                       | Nº | Co-Pilotos                                 | Chassi      | Classe | Voltas | Posição Final | Posição Na Classe |
| ---- | ---------------------------- | -- | ------------------------------------------ | ----------- | ------ | ------ | ------------- | ----------------- |
| 1983 | Henn's Swap Shop Racing      | 6  | Bob Wollek Claude Ballot-Léna Preston Henn | Porsche 935 | GTP    | 618    | 1º            | 1º                |
| 1984 | Henn's Swap Shop Racing      | 6  | Bob Wollek Derek Bell                      | Porsche 935 | GTP    | 631    | 2º            | 2º                |
| 1985 | Henn's Swap Shop Racing      | 8  | Bob Wollek Al Unser Thierry Boutsen        | Porsche 962 | GTP    | 703    | 1º            | 1º                |
| 1986 | Henn's Swap Shop Racing      | 8  | Arie Luyendyk Danny Sullivan Preston Henn  | Porsche 962 | GTP    | 712    | 2º            | 2º                |
| 1987 | A. J. Foyt Enterprises       | 1  | Al Unser Danny Sullivan                    | Porsche 962 | GTP    | 723    | 4º            | 4º                |
| 1988 | Copenhagen-A. J. Foyt Racing | 1  | Al Unser Jr. Elliott Forbes-Robinson       | Porsche 962 | GTP    | 675    | 6º            | 6º                |

### 12 Horas de Sebring
| Ano  | Equipe                  | Nº | Co-Pilotos                    | Chassi                         | Classe | Voltas | Posição Final | Posição Na Classe |
| ---- | ----------------------- | -- | ----------------------------- | ------------------------------ | ------ | ------ | ------------- | ----------------- |
| 1963 | Nickey Chevrolet Co.    | 5  | Jim Hurtubise                 | Chevrolet Corvette Sting Ray   | GT+4.0 | 84     | DNF           | DNF               |
| 1964 | Mecom Racing Team       | 2  | John Cannon                   | Chevrolet Corvette Grand Sport | P+3.0  | 168    | 23º           | 5º                |
| 1966 | Holman & Moody          | 4  | Ronnie Bucknum                | Ford GT40 MK II                | P+5.0  | 192    | 12º           | 3º                |
| 1967 | Ford Motor Company      | 2  | Lloyd Ruby                    | Ford GT40 Mk.IIB               | P+2.0  | 226    | 2º            | 2º                |
| 1984 | Henn's Swap Shop Racing | 6  | Derek Bell Bob Wollek         | Porsche 935L                   | GTP    | 258    | 3º            | 3º                |
| 1985 | Preston Henn            | 8  | Bob Wollek                    | Porsche 962                    | GTP    | 281    | 1º            | 1º                |
| 1986 | Henn's Swap Shop Racing | 8  | Drake Olson                   | Porsche 962                    | GTP    | 141    | DNF           | DNF               |
| 1987 | A. J. Foyt Enterprises  | 1  | Danny Sullivan Hurley Haywood | Porsche 962                    | GTP    | 73     | DNF           | DNF               |
| 1988 | A. J. Foyt Enterprises  | 1  | Hurley Haywood                | Porsche 962                    | GTP    | 304    | 4º            | 4º                |

### 500 Milhas de Daytona
| Ano  | Equipe                      | Montadora | Classificação | Resultado |
| ---- | --------------------------- | --------- | ------------- | --------- |
| 1963 | Nichels Engineering         | Pontiac   | 7             | 27        |
| 1964 | Matthews Racing             | Ford      | 8             | 24        |
| 1966 | Junior Johnson & Associates | Ford      | 22            | 33        |
| 1967 | Matthews Racing             | Ford      | 5             | 37        |
| 1968 | Matthews Racing             | Ford      | 19            | 12        |
| 1969 | Jack Bowsher & Associates   | Ford      | 9             | 4         |
| 1970 | Jack Bowsher & Associates   | Ford      | 28            | 32        |
| 1971 | Wood Brothers Racing        | Mercury   | 1             | 3         |
| 1972 | Wood Brothers Racing        | Mercury   | 2             | 1         |
| 1973 | A.J. Foyt Enterprises       | Chevrolet | 8             | 4         |
| 1974 | A.J. Foyt Enterprises       | Chevrolet | 35            | 5         |
| 1975 | Ellington Racing            | Chevrolet | 9             | 11        |
| 1976 | Ellington Racing            | Chevrolet | 31            | 22        |
| 1977 | A.J. Foyt Enterprises       | Chevrolet | 2             | 6         |
| 1978 | A.J. Foyt Enterprises       | Buick     | 3             | 32        |
| 1979 | A.J. Foyt Enterprises       | Olds      | 6             | 3         |
| 1980 | A.J. Foyt Enterprises       | Olds      | 11            | 31        |
| 1981 | A.J. Foyt Enterprises       | Olds      | 10            | 35        |
| 1982 | A.J. Foyt Enterprises       | Olds      | 9             | 21        |
| 1983 | A.J. Foyt Enterprises       | Chevrolet | 9             | 11        |
| 1984 | A.J. Foyt Enterprises       | Olds      | 32            | 39        |
| 1985 | A.J. Foyt Enterprises       | Olds      | 16            | 30        |
| 1986 | A.J. Foyt Enterprises       | Olds      | 20            | 29        |
| 1987 | Morgan-McClure Motorsports  | Olds      | 41            | 42        |
| 1988 | A.J. Foyt Enterprises       | Olds      | 17            | 33        |
| 1989 | A.J. Foyt Enterprises       | Olds      | 24            | 38        |
| 1990 | A.J. Foyt Enterprises       | Olds      | 13            | 36        |
| 1992 | B & B Racing                | Olds      | 39            | 21        |
| 1993 | Team Jones Racing           | Ford      | DNQ           | DNQ       |

## Aposentadoria
Em maio de 1993, ele deu uma volta de despedida em Indianápolis e retirou-se dos carros com a idade de 58 anos.